# جيم بورنس (رسام)
جيم بورنس (بالإنجليزية: Jim Burns)‏ هو رسام بريطاني، ولد في 10 أبريل 1948 في كارديف في المملكة المتحدة.

## وصلات خارجية
- الموقع الرسمي